# Неомаварска архитектура у Босни и Херцеговини
Године 1878. Аустроугарска је окупирала Босну и Херцеговину и за 40 година имала огроман утицај на будуће урбанистичко планирање и архитектуру. Стилски, Босна је требала бити асимилована у европски архитектонски мејнстрим, уз очување изгледа оријенталистичког стила.
Суочена са вишеетничком структуром становништва у Босни и Херцеговини, власт је схватила да је потребно имати политички слух при избору једног од историјских стилова. За градњу на подручјима где је преовладавало бошњачко становништво, архитекте су користиле неомаварски стил. Циљ је био да се промовише босански национални идентитет уз избегавање његове повезаности са Османским царством или растућим пансловенским покретом кроз стварање „исламске архитектуре европске фантазије“.
Овај стил је вукао инспирацију из маварске и мудехарску архитектуре Шпаније, као и мамелучку архитектуру Египта и Сирије. Пример стила је Мостарска гимназија. Ово је укључивало примену орнаментика и других „маварских“ елемената дизајна, од којих ниједна није имала много везе са претходним архитектонским правцем аутохтоне босанске архитектуре. Као реакција, архитекте под утицајем сецесије касније су развиле босански стил у архитектури.

## Главне зграде
- Вијећница је најпознатији пример архитектонског језика маурског препорода који користи украсе и шиљате лукове, а истовремено интегрише друге формалне елементе у дизајн. Године 1891. У периоду Југославије ова зграда је функционисала као Национална и универзитетска библиотека Босне и Херцеговине. У рату у БиХ 1990-их зграда је уништена, а реконструкција је завршена 2014. године уз помоћ средстава иностраних донатора.
- Ашкенашка синагога у Сарајеву
- Шеријатска школа (Факултет за исламске науке у Сарајеву)
- Мостарска гимназија; национални споменик културе[2]

## Галерија
- Бивша зграда станице полиције, обала Кулина бана, Сарајево
- Павиљон Босне, Светски експо у Бриселу, 1897.
- Мостарска гимназија
- Вијећница у Новом Граду
- Железничка станица у Новом Броду
- Зграда скупштине, Грачаница
- Библиотека у Брчком

- Факултет за Исламске студије, Сарајево, (1887)
- Ашкенашка синагога у Сарајеву (1902)
- Медреса у Травнику
- Шарена џамија у Тузли

- Хотел Централ, Сарајево (1889)
- Комерцијална зграда Ђенетића, Сарајево (1898)
- Кућа Карла Лангера, данас Амбасада Турске
- Амбасада Ирана (1895)